# NBA 2K14
『NBA 2K14』（エヌビーエー ツーケーフォーティーン）は、テイクツー・インタラクティブより発売されたバスケットボールを題材にしたゲームソフト。
対応ハードはPlayStation 3、Xbox 360に加え、シリーズ初のPlayStation 4版が発売された。アップデートプログラムに対応しており、PS3の初回生産パッケージ版にはPS4版を安く購入できるPlayStation Network用のコードが同梱される。

## 概要
NBAの許諾を得て、リアルなバスケットボールがプレイできるNBA 2Kシリーズの2014年版。パッケージのイメージキャラクターはレブロン・ジェームズ。
マイキャリアモードでは自分で選手をエディット作成して、その選手を成長させることができる。
ザ・パークモードではオンラインでの対戦プレイが可能。2on2、3on3、5on5から選択できる。
またNBA選手のデータは「ライブロブスター」機能により、インターネットに接続しておけば定期的に自動更新される。2013年から2014年のシーズンの間の成績・ケガ・チームの移籍などが反映される。
PlayStation 4版は本体と同時発売された。グラフィックがよりリアルになった他、新モードの「NBA Today」「MyGM」を追加、ロード時間も短縮されている。
週刊ファミ通のクロスレビューではゴールド殿堂入りした。

## ゲームモード
マイプレイヤー
オリジナルのキャラクターを作成する。キャラクターの外見、身長、体重などを細かく設定できる。
マイキャリア
マイプレイヤーで作成したキャラクターを使い、NBAのスター選手になるまでを描く。
ザ・パーク
オンライン対戦モード。公園にプレイヤーが集まってバスケットをプレイする。マイキャリアで作成したオリジナルキャラクターを使用できる。
NBA Today
NBAの試合結果を見ることができる。昨日の試合のハイライト映像も閲覧できる。PS4版のみ。
MyGM
GMとなってバスケットボールチームを運営するモード。PS4版のみ。

## イベント
2013年10月26日から11月4日にかけてソフマップ秋葉原やジョーシンディスクピア日本橋店など全国4か所でPlayStation 3版の先行体験会が実施された。